# Pristiophorus schroederi
Requin-scie d'Amérique
Espèce
Statut de conservation UICN

 DD  : Données insuffisantes
Pristiophorus schroederi, Requin-scie d'Amérique, est une espèce de requins-scies.

## Distribution

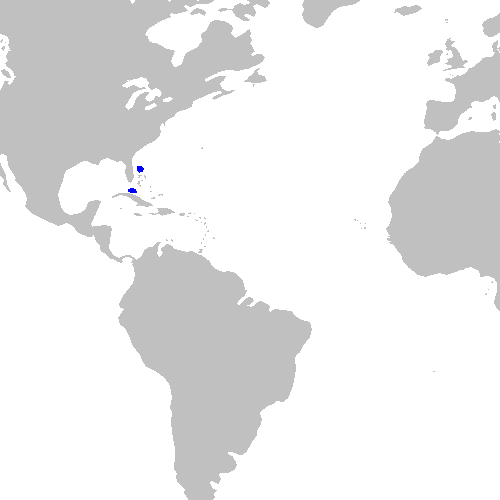
Carte de répartition.

Ce requin se rencontre dans les eaux du Nord-Ouest de l'Atlantique.

## Description
Ce requin-scie a un corps élancé, peut mesurer 81 cm de long et est caractérisé par 13 dents latérales devant les barbillons et 10 derrière, les barbillons étant à mi-distance de la bouche et du bout du rostre. Le juvénile a une petite dent entre deux grandes.
Sa coloration est uniformément  gris clair dorsalement et blanchâtre ventralement. Il y a des lignes brun foncé au millieu et sur les bords du rostre. La bordure antérieure des nageoires dorsales est foncée chez le juvénile.

## Habitat
Il fréquente les fonds des talus continentaux et insulaires à des profondeurs allant de 438 à 952 m;